# Macrocentrus collaris
Macrocentrus collaris är en stekelart som först beskrevs av Maximilian Spinola 1808.  Macrocentrus collaris ingår i släktet Macrocentrus och familjen bracksteklar. Arten är reproducerande i Sverige. Inga underarter finns listade i Catalogue of Life.